# (2016) Heinemann
Pour les articles homonymes, voir Heinemann.
(2016) Heinemann est un astéroïde de la ceinture principale
Il a été ainsi baptisé en hommage à Karl Heinemann, astronome allemand.